# ドラギシャ・ビニッチ
ドラギシャ・ビニッチ（セルビア語: Драгиша Бинић, ラテン文字転写: Dragiša Binić、1961年10月20日 - ）は、セルビア（旧ユーゴスラビア）の元サッカー選手。ポジションはフォワード。

## 経歴
国内外の数クラブを経て、1990年に古巣レッドスター・ベオグラードに復帰。1990-91シーズンのUEFAチャンピオンズカップ優勝に貢献するも、その後に審判への唾吐き事件を起こして出場停止を食らい、夏にチェコのSKスラヴィア・プラハへ売却された。
1994年7月にドラガン・ストイコビッチと共にJリーグ名古屋グランパスエイトへ移籍。Jリーグデビューから2戦目の、8月27日のレッズ戦でJリーグ初ゴールを含む2ゴールを挙げた。ゴードン・ミルン監督からの評価が低く、8試合に出場して、5ゴールと、活躍の割に出場機会は少なかった。そのためマスコミ陣の前で公然とミルン監督を批判したこともあった。
翌1995年はJFL鳥栖フューチャーズへ移籍。ここでもイヴァン・チャブリノヴィッチ監督と衝突して退団。そのまま引退している。
ユーゴスラビア代表としては1990年から1991年まで3試合に出場した。
引退後は、友人でもあるアルカン（セルビアの民兵組織「タイガー」の隊長。2000年暗殺）がオーナーを務めていたクラブFKオビリッチのディレクターに就任している。

## エピソード
100mを10秒台で走るなど、スピードに優れ、抜群の才能持つ反面、気性の荒さでも知られたが、チームメイトからの信頼は厚く、特に森山泰行とはニックネームで呼び合う仲だった（ちなみに彼が森山に名付けたニックネームは「ターボ」）。
虎の入れ墨をしていたことから「タイガー」のニックネームで呼ばれていた。
息子のヴラダン・ビニッチもプロサッカー選手。

## 所属クラブ
- 1980年-1983年  FKナプレダク・クルシェヴァツ
- 1983年-1987年  FKラドニチュキ・ニシュ
- 1987年-1988年  レッドスター・ベオグラード
- 1988年-1989年  スタッド・ブレスト29
- 1989年-1990年  レバンテUD
- 1990年-1991年  レッドスター・ベオグラード
- 1991年-1993年  SKスラヴィア・プラハ
- 1993年-1994年  APOELニコシア
- 1994年  名古屋グランパスエイト
- 1995年  鳥栖フューチャーズ

## 個人成績
| 国内大会個人成績 | 国内大会個人成績 | 国内大会個人成績 | 国内大会個人成績 | 国内大会個人成績 | 国内大会個人成績 | 国内大会個人成績 | 国内大会個人成績 | 国内大会個人成績 | 国内大会個人成績 | 国内大会個人成績 | 国内大会個人成績 |
| 年度             | クラブ           | 背番号           | リーグ           | リーグ戦         | リーグ戦         | リーグ杯         | リーグ杯         | オープン杯       | オープン杯       | 期間通算         | 期間通算         |
| 年度             | クラブ           | 背番号           | リーグ           | 出場             | 得点             | 出場             | 得点             | 出場             | 得点             | 出場             | 得点             |
| 日本             | 日本             | 日本             | 日本             | リーグ戦         | リーグ戦         | リーグ杯         | リーグ杯         | 天皇杯           | 天皇杯           | 期間通算         | 期間通算         |
| ---------------- | ---------------- | ---------------- | ---------------- | ---------------- | ---------------- | ---------------- | ---------------- | ---------------- | ---------------- | ---------------- | ---------------- |
| 1994             | 名古屋           | -                | J                | 8                | 5                | 0                | 0                | 0                | 0                | 8                | 5                |
| 1995             | 鳥栖F            | 10               | 旧JFL            | 6                | 5                | -                | -                | 0                | 0                | 6                | 5                |
| 通算             | 日本             | 日本             | J                | 8                | 5                | 0                | 0                | 0                | 0                | 8                | 5                |
| 通算             | 日本             | 日本             | 旧JFL            | 6                | 5                | -                | -                | 0                | 0                | 6                | 5                |
| 総通算           | 総通算           | 総通算           | 総通算           | 14               | 10               | 0                | 0                | 0                | 0                | 14               | 10               |

## 代表歴

### 試合数
- 国際Aマッチ 3試合 1得点（1990年-1991年）[4]

| ユーゴスラビア代表 | 国際Aマッチ | 国際Aマッチ |
| 年                 | 出場        | 得点        |
| ------------------ | ----------- | ----------- |
| 1990               | 1           | 0           |
| 1991               | 2           | 1           |
| 通算               | 3           | 1           |